# Jack i łodyga fasoli
Jack i łodyga fasoli / Jaś i czarodziejska fasola / Czarodziejska fasola / Jaś i magiczna fasola (jap. ジャックと豆の木 Jakku to mame no ki; ang. Jack and the Beanstalk) – pełnometrażowy film anime z 1974 roku w reżyserii Gisaburō Sugiiego.

## Opis fabuły
Film bazuje na baśni o Jasiu i magicznej fasoli, nie jest jednak jego wierną interpretacją.
Młody Jack, mieszkający z biedną matką, sprzedaje krowę za kilka ziaren fasoli wierząc w to, że są magiczne. Wyrzucone na zewnątrz przez matkę wyrastają, tworząc połączenie z podniebnym królestwem. Chłopiec po dotarciu na miejsce odkrywa, że dobytek został przejęty przez wiedźmę Madame Hecubę (oryg. Madame Noir) i jej syna – księcia Tulipa będącego olbrzymem. Wiedźma rzuciła czar na księżniczkę Margaret czyniąc ją bezwzględnie posłuszną, w celu wydania jej za mąż za Tulipa, tym samym siebie czyniąc Królową Krainy Chmur. Wcześniej zabiła rodziców, resztę mieszkańców zamku, w tym generała, strażników, ministra i dwie siostry Margaret, zamieniła w myszy.

## Obsada

### Angielski dubbing
- Billie Lou Watt – Jack (Jaś)
- Jack Grimes – olbrzym Tulip (Tulipan); pies Crosby (Azor)
- Corinne Orr – Księżniczka Margaret (Margerytka); Madame Hecuba

## Polska wersja

### Wydanie VHS
Produkcja i rozpowszechnianie „POLSKIE NAGRANIA” za zgodą VEYS.
- Dystrybucja: Demel (dwie edycje z różnymi okładkami)

Jaś i czarodziejska fasola:
- Dystrybucja: Javi Video[4]

### Wydanie DVD
Monolith Video sp. z o.o. – data wydania 17 lipca 2006.
Nastąpiło nowe tłumaczenie, zmieniono również tytuł na Jaś i magiczna fasola
- Dystrybucja: Epelpol Distribution[7]

Wersja z angielskim dubbingiem i polskim lektorem, którym był Maciej Gudowski.